# Křemíkové driftové detektory
Křemíkové driftové detektory jsou detektory rentgenového záření používané v rentgenové spektrometrii a elektronové mikroskopii.

## Detektory nabitých částic
Při srážkových experimentech vzniká velké množství nabitých částic, které je potřeba detekovat, změřit jejich energii a určit dráhu pro popsání dějů, které při srážce probíhají. K tomuto účelu bylo vyvinuto mnoho typů detektorů.
Detekování nabitých částic je založeno na ionizační energii, jež nabitá částice zanechá v materiálu, kterým prochází. Tato energie se projevuje vznikem iontů v plynech (plynové detektory), nebo vznikem elektron-děrových párů v polovodičích (polovodičové detektory).
Vzhledem k počtu částic (vysoká multiplicita, zejména u srážek těžkých iontů) je potřeba, aby bylo rozlišení co nejlepší. Při vysoké frekvenci srážek je také potřeba vysoká vyčítací rychlost detektoru.

## Polovodičové detektory

### Polovodiče
Polovodič je látka, jejíž elektrická vodivost se pohybuje mezi vodivostí vodičů a izolantů. V běžných podmínkách se polovodič může chovat jako vodič i jako izolant, toto chování závisí na vnějších a vnitřních podmínkách. Změna vnějších podmínek znamená dodání energie, změnu vnitřních podmínek představuje příměs jiného prvku v polovodiči.
Mezi polovodiče patří prvky křemík (Si), germanium (Ge), selen (Se), sloučeniny arsenid galia (GaAs), sulfid olovnatý (PbS), atd.
Pokud je polovodiči dodána energie, jsou elektrony z obalu atomů excitovány do vodivostního pásu, stanou se volnými elektrony. Velikost excitační energie se u polovodičů pohybuje mezi hodnotami této energie u vodičů a izolantů. Volné elektrony způsobují tzv. elektronovou vodivost.
Zároveň s uvolněným elektronem vzniká na jeho původním místě tzv. kladná díra, místo, které vykazuje kladný elektrický potenciál. Kladné díry se mohou přemisťovat pomocí přeskoků elektronů a tento pohyb způsobuje tzv. děrovou vodivost.
Podle typu příměsi dělíme polovodiče na dva typy, polovodiče typu {\displaystyle N} a polovodiče typu {\displaystyle P}. Polovodiče typu {\displaystyle P} mají příměs s menším počtem valenčních elektronů, polovodiče typu {\displaystyle N} s větším. Popřípadě můžeme dělit na {\displaystyle p^{-}}, {\displaystyle p_{0}}, {\displaystyle p^{+}} a {\displaystyle n^{-}}, {\displaystyle n_{0}}, {\displaystyle n^{+}} podle množství příměsi.
Je možno vytvořit polovodič, jehož jedna část je vodivosti typu {\displaystyle N} a druhá typu {\displaystyle P} (Přechod P-N). Pokud je na tento polovodič přivedeno inverzní napětí (tj. napětí opačné polarity, než jaká by umožňovala průchod elektrického proudu), vytvoří se oblast bez volných nosičů náboje, tzv. vyprázdněná oblast. Pokud v této oblasti vznikne elektron-děrový pár, nerekombinuje, namísto toho se elektron a díra pohybují k opačným koncům polovodiče.

### Průchod nabité částice polovodičem
Nabitá částice zanechá při průchodu polovodičem energii, která se projeví vznikem elektron-děrových párů. Energie, která je potřebná pro vznik elektron-děrového páru v křemíku je {\displaystyle 3eV}, což je o řád méně, než energie potřebná pro vznik iontů v plynu. Této vlastnosti využívají polovodičové detektory.

### Princip polovodičových detektorů
Elektrony a díry se mohou v polovodičích pohybovat (driftovat), pokud jsou vystaveny elektrickému poli. Rychlost jejich pohybu lze vyjádřit pomocí intenzity pole a mobility, která charakterizuje daný materiál při dané teplotě. Při relativně nízké intenzitě elektrického pole ({\displaystyle |{\vec {E}}|\leq 10^{4}Vm^{-1}}) je tento vztah lineární.
{\displaystyle {\begin{array}{lcr}{\vec {v}}_{e}&=&-{\vec {E}}\mu _{e}\\{\vec {v}}_{h}&=&{\vec {E}}\mu _{h}\end{array}}}
{\displaystyle {\vec {v}}_{e}} je rychlost pohybu (driftová rychlost) elektronů, {\displaystyle {\vec {v}}_{h}} děr v polovodiči. {\displaystyle {\vec {E}}} je intenzita elektrického pole a {\displaystyle \mu _{e}}, {\displaystyle \mu _{h}} mobilita elektronů a děr.

## Křemíkové driftové detektory

### Princip
Myšlenku křemíkových driftových detektorů (SDD) přinesli Ital E. Gatti a Slovák P. Řehák v roce 1984. První funkční prototypy byly Gatti, Řehák, Kemmer a Luty - Munich 1985.
Základní struktura SDD je vyprázdněná dioda, dioda zapojená v závěrném směru, s dvěma {\displaystyle P-N} přechody ve kterých vzniká elektrické pole. Tělo detektoru je vyrobeno z {\displaystyle n_{0}}-křemíku, na jehož povrch je shora i zdola napařena vrstva {\displaystyle p^{+}}-křemíku. Na {\displaystyle p^{+}} je přivedeno záporné napětí.
Pokud je napětí nízké, vznikají dvě separované vyprázdněné oblasti. Při vysokém napětí se vyprázdněné oblasti spojí a uprostřed detektoru vzniká potenciálový spád.
{\displaystyle p^{+}} vrstva je z obou stran, proto stačí čtyřikrát menší napětí pro vytvoření vyprázdněné oblasti v celém objemu detektoru, než by bylo potřeba při použití {\displaystyle p^{+}} vrstvy jen na jedné straně detektoru ({\displaystyle l\sim {\sqrt {U}}}). Smyslem je, aby elektrické pole vedlo elektrony vzniklé v detektoru při průchodu nabité částice směrem k anodě umístěné na okraji. Anoda je tvořena z {\displaystyle n^{+}}-křemíku.
Pokud se jedna nebo obě {\displaystyle p^{+}} vrstvy rozdělí do pruhů (stripů) a napětí na jednotlivých stripech se odstupňuje, vznikne uvnitř detektoru potenciálový spád směřující k anodě. Anoda je rozdělena do segmentů, což umožňuje určení jedné souřadnice polohy průchodu nabité částice.
Druhou souřadnici určíme prostřednictvím driftové rychlosti elektronů v křemíku {\displaystyle {\vec {v}}_{e}}. Pokud známe čas, kdy částice prošla detektorem, obvykle získaný pomocí scintilačního detektoru, a čas, kdy anoda SDD zachytila elektrony vzniklé při průchodu, pak můžeme říci, že {\displaystyle s={\vec {v}}_{e}\Delta t}, kde {\displaystyle \Delta t} je rozdíl těchto časů a {\displaystyle s} vzdálenost průchodu částice od anody.
Díry driftují k nejbližšímu {\displaystyle p^{+}} stripu, kde zanikají. Pro určení energie částic nemají žádný smysl.
Pokud jsou elektrony zachyceny anodou, získáme na ní záporné napětí. Toto napětí je měřitelné a charakteristické pro množství energie, kterou částice polovodiči předala.
V některých polovodičích vznikají při běžné teplotě elektron-děrové páry samostatně (Ge). Tyto materiály je třeba chladit, protože takto vznikající elektron-děrové páry se projevují jako šum na anodě.
SDD tedy umožňují určit polohu částice, zároveň napětí naměřené na anodě udává množství vzniklých elektron-děrových párů, tedy energetický úbytek {\displaystyle {\frac {dE}{dx}}} částice v detektoru. Známe-li energetický úbytek v detektoru a zároveň celkovou energii získanou například kalorimetrem, můžeme částici identifikovat.

### Typy struktur
Existují dvě základní struktury SDD, lineární a radiální. Rozdíl je v tvaru detektoru a rozvržení {\displaystyle p^{+}} stripů. Mimo jiné byla také testována spirální struktura, ve které vzniká méně šumu.

#### Lineární SDD
Lineární SDD má {\displaystyle p^{+}} stripy umístěny rovnoběžně a elektrony driftují na jeden okraj, kde jsou umístěny anody. Elektrické pole slábne k okraji s anodami.
{\displaystyle p^{+}} stripy jsou zakončeny speciální strukturou, protože vysoké napětí, které je na ně přivedeno, by mohlo způsobit nežádoucí výboje.

#### Radiální SDD
Radiální SDD je tvořen kruhovou destičkou, {\displaystyle p^{+}} stripy mají podobu soustředných kružnic a anody jsou umístěny buď uprostřed, nebo na okraji.
Problém se zakončením {\displaystyle p^{+}} stripů zde odpadá, protože jsou uzavřeny samy do sebe. Rozdělené anody neurčují souřadnice přímo, ale určují úhel.

### Výhody a nevýhody SDD
Křemíkové driftové detektory mají analogové vyčítání, umožňují určit energetickou ztrátu částice, která jimi prošla. Zvládají vysokou multiplicitu, proto se používají při experimentech se srážkami těžkých iontů.
Nevýhodou je potřeba vysokého napětí a vysoké nároky na udržování přesné teploty, protože {\displaystyle \mu _{e}\sim T^{-2,4}}, v praxi je udržována teplota v rozsahu {\displaystyle \pm 0,1K}. Ve srovnání s jinými polovodičovými detektory, jako jsou pixelové nebo mikrostripové, mají relativně malou rychlost, proto se nehodí na {\displaystyle p^{+}-p^{+}} srážky, kde je frekvence srážek vysoká.